# Långsjön (Ingatorps socken, Småland)
Långsjön är en sjö i Eksjö kommun i Småland och ingår i Emåns huvudavrinningsområde. Sjön har en area på 0,0736 kvadratkilometer och ligger 254,8 meter över havet.

## Delavrinningsområde
Långsjön ingår i det delavrinningsområde (639102-147220) som SMHI kallar för Mynnar i Silverån. Medelhöjden är 248 meter över havet och ytan är 8,08 kvadratkilometer. Det finns inga delavrinningsområden uppströms utan avrinningsområdet är högsta punkten. Vattendraget som avvattnar avrinningsområdet har biflödesordning 3, vilket innebär att vattnet flödar genom totalt 3 vattendrag innan det når havet efter 158 kilometer. Delavrinningsområdet består mestadels av skog (77 procent) och jordbruk (12 procent). Avrinningsområdet har 0,34 kvadratkilometer vattenytor vilket ger det en sjöprocent på 4,2 procent.